# Марсианин (роман)
«Марсианин» (англ. The Martian) — дебютный роман американского писателя Энди Вейера в жанре фантастики. В центре романа астронавт Марк Уотни, которого вследствие сложившихся обстоятельств оставили одного на Марсе. Ему приходится проявлять фантазию и применять все свои знания, чтобы выжить и попытаться вернуться на Землю. Роман представляет собой научно-фантастическую робинзониаду, и, несмотря на ряд фантастических допущений с научно-технической точки зрения, не лишён достоверности.
Был включён в список бестселлеров по версии Publishers Weekly за 2015 год.
На русском языке был впервые издан в 2014 году и затем заново переиздан в 2015 году после выхода экранизации. Роман принёс Энди Вейеру премию «Хьюго» как лучшему новому автору, премию «Сэйун» и ряд других премий. Журнал «Мир фантастики» назвал «Марсианина» лучшей фантастической книгой 2014 года.

## Сюжет

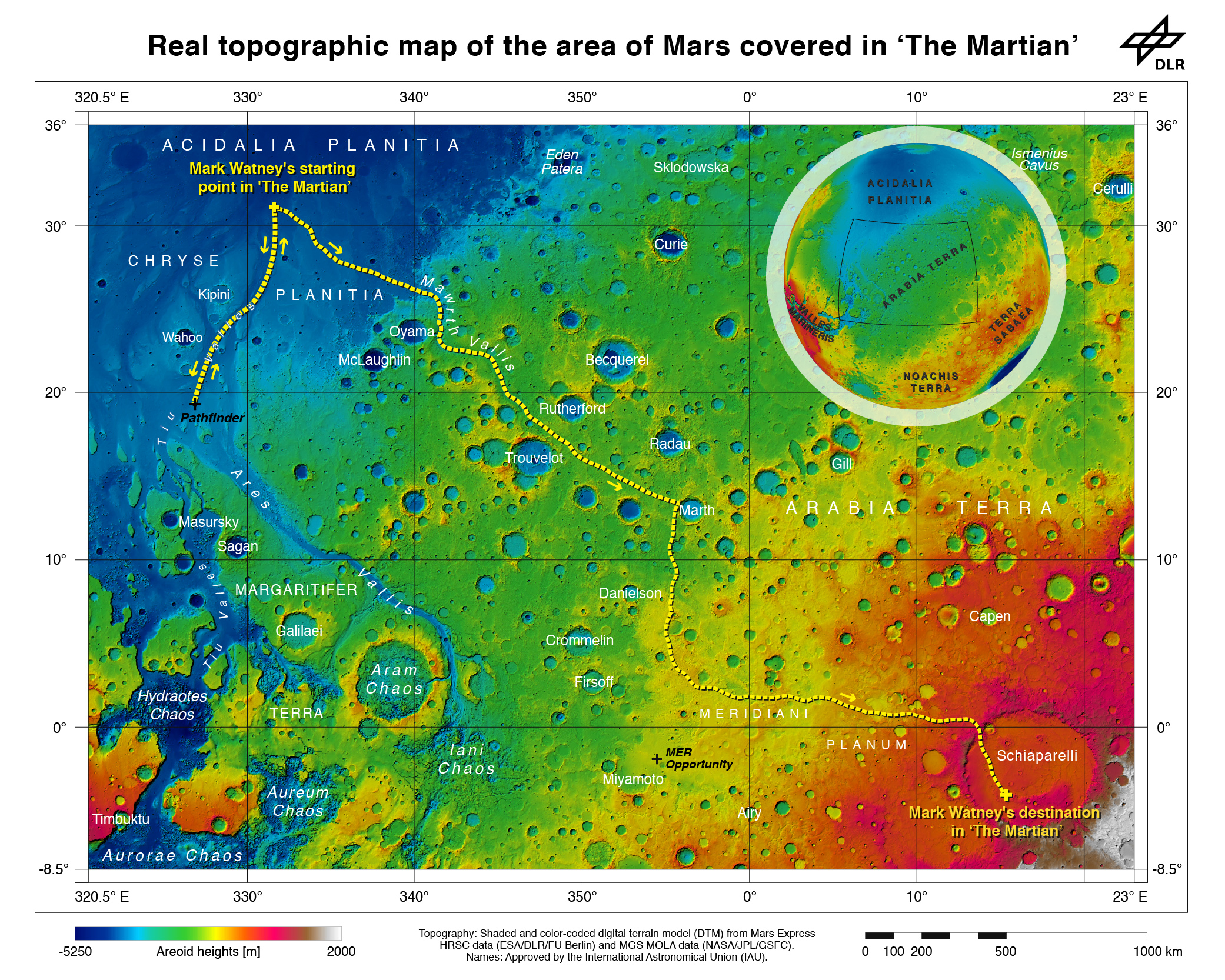
Карта путешествий Марка Уотни по Марсу

Марсианская миссия «Арес-3» на территории Ацидалийской равнины, в процессе работы была вынуждена экстренно покинуть планету из-за аномально сильной песчаной бури. Во время перехода группы к взлётному аппарату оторвавшаяся антенна протыкает скафандр биолога и инженера Марка Уотни вместе с компьютером телеметрии биологических параметров. Остальные участники миссии, посчитав его погибшим, эвакуировались с планеты, оставив Марка одного. Очнувшись, Уотни обнаруживает, что связь с Землёй отсутствует из-за повреждения бурей основной антенны, но при этом полностью функционирует автономный жилой модуль. Главный герой решает продержаться любой ценой: на имеющихся запасах еды и витаминов, используя регенераторы воды и воздуха, получая энергию от солнечных батарей. До прилёта следующей миссии NASA («Арес-4») остаётся 4 года, и он планирует добраться до места посадки к кратеру Скиапарелли, от которого его отделяют 3200 километров.
Чтобы пополнить запасы продовольствия, Марк выращивает картофель, для чего также в результате серии опасных химических экспериментов получает дополнительный запас воды. Он переделывает один из двух имеющихся марсоходов и совершает на нём пробную длительную поездку к месту приземления миссии Pathfinder. Забрав с собой марсианскую станцию и марсоход «Соджорнер», Марк с помощью этого оборудования налаживает связь с Землёй.
NASA планирует переделать посадочный аппарат следующей миссии, чтобы можно было подобрать Уотни. Однако шлюз жилого модуля лопается,  аварийная разгерметизация губит всю картофельную плантацию. Зонд с припасами также не удаётся отправить с Земли, так как ракета-носитель терпит крушение при запуске. Когда надежды на спасение не остаётся, экипаж «Ареса-3», летящий обратно на Землю, решает против воли руководства NASA совершить рискованный манёвр, чтобы вернуться и подобрать своего оставленного коллегу. Китайцы соглашаются помочь экипажу, отправив им тяжёлую ракету c припасами. Марк решает отправиться к кратеру Скиапарелли, где он сможет переделать уже доставленный туда взлётный аппарат «Ареса-4» для взлёта с поверхности Марса. Ему присылают множество инструкций, в том числе и по дальнейшей переделке марсохода для этого трудного путешествия.
В процессе работы он случайно выводит из строя Pathfinder и снова остаётся без связи с Землёй. Марк отправляется в долгое опасное путешествие по Марсу. Марка настигает обширная песчаная буря, угрожающая оставить его без солнечного света и энергии. Однако Марк вовремя замечает опасность, размещает в различных точках батареи, по их зарядке оценивает направление движения бури и обходит её. При спуске в кратер Скиапарелли, вездеход переворачивается на неустойчивой почве, но Марку удаётся перевернуть его обратно. Он добирается до взлётного аппарата, устанавливает связь с Землёй, максимально облегчает аппарат и взлетает с Марса. В результате напряжённых манёвров аппарат и корабль «Ареса-3» встречаются на орбите. Марк возвращается на Землю.

## История написания
Идея романа пришла к Вейру тогда, когда он решил придумать, как можно отправить экспедицию на Марс с использованием современных или немного более продвинутых технологий, и какие чрезвычайные происшествия или препятствия могут помешать миссии на чужой планете. За основу этой экспедиции он взял проект от 1990 года Mars Direct, а основным источником вдохновения в процессе написания романа для Уира стала миссия «Аполлона-13». Он допустил сознательную неточность при написании завязки, когда значительно преувеличил опасность песчаной бури на Марсе, так как хотел, чтобы сама природа стала причиной возникновения конфликта человека с природой. Автор начал писать свой роман с 2009 года и выкладывал его по частям на своём сайте, по главе раз в несколько месяцев, в течение трёх лет.

## Прием
В отмеченном звездой обзоре Publishers Weekly говорится, что «Вейр сочетает технические детали с остроумием, чтобы удовлетворить как заядлых поклонников научной фантастики, так и обычного читателя». Kirkus Reviews охарактеризовал «Марсианина» «острым, забавным и захватывающим, с нужным количеством чудаковатости». The Wall Street Journal назвал книгу «лучшим научно-фантастическим романом за последние годы». Entertainment Weekly поставил роману оценку «B», назвав его «впечатляюще вызывающим дебютным романом», уточнив, что Вейр «спотыкается со своими второстепенными персонажами». USA Today присвоила «Марсианину» три звезды из четырёх, назвав его «потрясающим произведением, потрясающим чтением», но отметив, что «невозмутимость Марка, возможно, самое большое достоинство книги, является также её самой большой слабостью. В Amazing Stories писали: «Марсианин Энди Вейра заставит вас затаить дыхание, как если бы вас бросили на поверхность Марса без костюма».

## Награды и отличия
«Марсианин» переведён более чем на 45 языков, и некоторые из этих переводов получили крупные награды. В 2015 году японский перевод романа получил премию «Сэйун» за лучший переведённый роман, перевод на иврите получил премию Геффена за лучший переведённый научно-фантастический роман, а испанский перевод получил премию «Игнотус» за лучший иностранный переведённый роман.
На церемонии вручения премии «Хьюго» в 2016 году Вейр получил премию Джона В. Кэмпбелла как лучший новый писатель-фантаст, а сценарий получил премию за лучшую постановку в крупной форме на том же мероприятии.

## Экранизация
В марте 2013 года компания Twentieth Century Fox приобрела права на экранизацию и наняла сценариста Дрю Годдарда. В мае 2014 года сообщалось, что режиссёр Ридли Скотт вёл переговоры о съёмках фильма по роману Вейра, в котором Марка Уотни сыграет Мэтт Дэймон. 3 сентября 2014 года к съёмочной группе присоединилась Джессика Честейн в роли командира Льюиса. В актёрский состав также вошли Кристен Уиг, Джефф Дэниэлс, Майкл Пенья, Кейт Мара, Шон Бин, Себастьян Стэн и Чиветел Эджиофор.
Премьера экранизация от режиссёра Ридли Скотта с Мэттом Деймоном в главной роли состоялась 11 сентября 2015 года на кинофестивале в Торонто. В прокат фильм вышел 2 октября 2015 года и имел большой успех: он стал 9-м фильмом года по сборам в кинотеатрах, шестикратно окупился в прокате, завоевал премии «Золотой глобус» и «Хьюго» и был номинирован на семь «Оскаров».